# Engel (film)
Engel is een Nederlandse speelfilm uit 2020. De film is gebaseerd op het gelijknamige boek van Isa Hoes en haar dochter Vlinder Kamerling. NRC noemt de film een "goedgemutst en wat naïef sprookje".

## Verhaal
De film gaat over Engel, een verlegen meisje. Als ze op een dag een zakhorloge vindt, kan ze plotseling wensen uit laten komen. Haar leven wordt hierdoor totaal veranderd.

## Rolverdeling
| Acteur              | Personage       |
| ------------------- | --------------- |
| Liz Vergeer         | Engel           |
| Mila van Groeningen | Keesje          |
| Yenthe Bos          | Britt           |
| Gürkan Küçüksentürk | Meester Mimoun  |
| Pim Muda            | Oom Tobias      |
| Ali Ben Horsting    | Johan           |
| Isa Hoes            | Moeder Engel    |
| Barry Atsma         | Vader Engel     |
| Kees Hulst          | Meneer Reiziger |
| Bente Wallenburg    | Ann             |
| Rian Gerritsen      | Vuilnisvrouw    |
| Stijn Fransen       | Reporter        |
| Tommy van Lent      | Pestkop         |
| Indira Flipse       | Rachida         |